# Всемирный конгресс горских евреев
Всеми́рный конгре́сс го́рских евре́ев (ВКГЕ, англ. World Congress of Mountain Jews) — международная неправительственная организация, которая предоставляет горским евреям, рассеянным в силу различных обстоятельств по всему миру, новые возможности для дальнейшего развития традиций и культуры, а также служит целям представление интересов этого народа в государственных и общественных органах. ВКГЕ объединяет горских евреев Израиля, США, Российской Федерации, Канады, Азербайджана, Германии, Австрии, Грузии, Казахстана и других стран, где существуют общины горских евреев.
ВКГЕ был основан на Первом Учредительном Конгрессе, который состоялся 5-7 февраля 2003 года в Тель-Авиве и был организован бизнесменом и общественным деятелем Зауром Гилаловым, приложившим значительные усилия для объединения общин горских евреев по всему миру, продолжая работу своего отца.
Среди учредителей ВКГЕ были Евро-Азиатский Еврейский Конгресс (ЕАЕК), Федерация еврейских организаций и общин — Ваад России, Конгресс еврейских религиозных организаций и объединений в России (CJROAR), Российский фонд сохранения и развития еврейской культуры, Ассоциация евреев Кавказа в Израиле, Московская еврейская религиозная община, Московская община горских евреев «Бейт Тальхум», общины горских евреев Пятигорска, Нальчика и Дербента (Россия), Баку и Кубы (Азербайджан), Нью-Йорка (США) и Торонто (Канада), другие еврейские организации.
В ноябре 2003 года Заур Гилалов в качестве президента ВКГЕ совершил свой первый официальный визит в Белый дом и встретился с представителями американской администрации и с президентом Совета крупнейших еврейских организаций Америки Рональдом Лаудером.
5 марта 2004 года Заур Гилалов был убит в Москве. Заура Гилалова расстреляли, когда тот приехал на примерку в ателье на служебной «Волге», отказавшись от охраны и бронированного Mercedes'а, на котором обычно передвигался по городу.